# 회천동초등학교
회천동초등학교는 대한민국 전라남도 보성군 회천면 원산길 11 (서당리)에 있었던 공립 초등학교이다.

## 연혁
- 1934년 5월 14일 회천공립보통학교 부설 천포간이학교 개교
- 1943년 4월 1일 회천동공립국민학교로 승격
- 1984년 3월 12일 병설유치원 개원
- 1991년 3월 1일 객산분교장 통폐합
- 1996년 3월 1일 회천동초등학교로 개칭
- 2004년 2월 28일 병설유치원 폐원
- 2007년 2월 16일 제59회 졸업식(6명)(총 2741명)
- 2007년 3월 1일 회천초등학교로 통폐합